# انظر إلي (فلم 2018)
انظر إليّ هو فيلم درامي صدر في عام 2018 يروي قصة لطفي، مهاجر تونسي يعيش في مرسيليا مع زوجته الفرنسية وابنه. يعمل لطفي كحارس أمن ويحاول نسيان ماضيه في تونس، حيث ترك عائلته وأخاه المصاب بالتوحد. ومع ذلك، تتغير حياته عندما يتلقى اتصالًا هاتفيًا من والدته، التي تبلغه بأن زوجته قد تعرضت لسكتة دماغية وهي في غيبوبة. يقرر لطفي العودة إلى تونس مع ابنه، على أمل إعادة الاتصال بجذوره وأخيه. لكنه سرعان ما يدرك أن وطنه لم يعد كما تذكره، وأنه يجب أن يواجه شياطينه وأسراره الخاصة. الفيلم استكشاف مؤثر للهوية والعائلة والانتماء، فضلاً عن صورة للجزائر المعاصرة. الفيلم من إخراج نجيب بلقاضي، مخرج تونسي شارك في كتابة السيناريو أيضًا مع مود أميلين. بطولة الفيلم تشمل نضال سعدي، إدريس خروبي، سوسن معالج، وعزيز جبالي. حظي الفيلم بإشادة بأداء الفنانين وتصويره وموسيقاه. صدر الفيلم في فرنسا في 16 يونيو 2015، وفي الجزائر في 26 سبتمبر 2018. وقد فاز الفيلم بعدة جوائز، بما في ذلك جائزة أفضل ممثل لنضال سعدي في مهرجان قرطاج السينمائي.

## وصلات خارجية
- مقالات تستعمل روابط فنية بلا صلة مع ويكي بيانات